# 深口巨棘角鮟鱇
深口巨棘角鮟鱇，又稱深口大角鮟鱇，為輻鰭魚綱鮟鱇目棘茄魚亞目巨棘角鮟鱇科的其中一種，發現於太平洋日本、夏威夷群島、美國加州外海及東印度洋海域，屬深海魚類，棲息深度500-1535公尺，雌魚體長可達41公分。

## 擴展閱讀
維基物種上的相關：深口巨棘角鮟鱇